# Anthreptes
Anthreptes Swainson, 1832 è un genere di uccelli passeriformi della famiglia Nectariniidae.

## Tassonomia
Comprende le seguenti specie:
- Anthreptes reichenowi Gunning, 1909 - nettarinia dorsoverde
- Anthreptes anchietae (Barboza du Bocage, 1878) - nettarinia di Anchieta
- Anthreptes simplex (S.Müller, 1843) - nettarinia grigioverde
- Anthreptes malacensis (Scopoli, 1786) - nettarininia golauniforme
- Anthreptes griseigularis Tweeddale, 1878 - nettarinia golagrigia
- Anthreptes rhodolaemus Shelley, 1878 - nettarinia di Shelley
- Anthreptes gabonicus (Hartlaub, 1861) - nettarinia bruna del Gabon
- Anthreptes longuemarei (Lesson, 1831) - nettarinia dorsoviola
- Anthreptes orientalis Hartlaub, 1880 - nettarinia dorsoviola del Kenya
- Anthreptes neglectus Neumann, 1922 - nettarinia dorsoviola di Uluguru
- Anthreptes aurantius J.Verreaux & E.Verreaux, 1851 - nettarinia codaviola
- Anthreptes seimundi (Ogilvie-Grant, 1908) - nettarinia verde piccola
- Anthreptes rectirostris (Shaw, 1812) - nettarinia verde
- Anthreptes rubritorques Reichenow, 1905 - nettarinia dal collare rosso